# Гарибов, Хамил Гариб оглы
Хамил Гариб оглы Гарибов (азерб. Hamil Qərib oğlu Qəribov; род. 1955, Агдашский район, Азербайджанская ССР) — советский азербайджанский нефтяник, лауреат премии Ленинского комсомола (1983).

## Биография
Родился в 1955 году в селе Колгаты Агдашского района Азербайджанской ССР.
Окончил Бакинский нефтяной техникум.
В 1973—1975 годах — служил в Советской Армии. С 1975 года — помощник бурильщика цеха капитального ремонта скважин, позже — оператор комсомольско-молодёжной бригады цеха № 1 нефтегазодобывающего управления имени Серебровского, город Баку Азербайджанской ССР.
Достиг высоких результатов при выполнении производственного плана десятой (1976—1980) и одиннадцатой (1981—1985) пятилеток. Успешно освоил работу оператора, регулярно добивался высоких показателей производительности труда, вносил рационализаторские предложения. В 1980 году бригада, в которой работал Гарибов, была удостоена звания «бригада коммунистического труда», а в 1981 и 1982 годах награждалась переходящим красным знаменем ЦК ВЛКСМ. План второго года одиннадцатой пятилетки (1982) коллектив бригады выполнил досрочно, а к началу осени 1982 года уже выполнял плановые задания на счет следующего, 1983 года. За достигнутые в социалистическом соревновании 1982 года успехи Гарибову была присуждена премия Ленинского комсомола.
Активно участвовал в общественно-политической жизни предприятия, состоял в ВЛКСМ, занимал пост секретаря первичной комсомольской организации в бригаде, избирался членом комитета комсомола управлениә.